# Grandvalira
Grandvalira is een skigebied dat is gelegen in de Pyreneeën, in het oostelijke deel van Andorra.
Het is in oktober 2003 ontstaan door de samenvoeging van de gebieden Pas-Grau (gevormd in 1956) en Soldeu-El Tarter (gevormd in 1964). Om deze samenvoeging mogelijk te maken is een uitgebreid netwerk van liften met een hoge capaciteit aangebracht. Met een totale lengte van 193 km aan geprepareerde pistes is hierdoor een skigebied ontstaan dat kan concurreren met skigebieden in de Franse Alpen. Het gebied omvat (van oost naar west) de dorpen El Pas de la Casa, Grau Roig, Soldeu, El Tarter, Canillo en Encamp. Er zijn vergevorderde plannen om het skigebied te verbinden met het Franse skistation Porte Puymorens wat ten oosten van Pas de la Casa is gelegen.
Het skigebied is met name in de maanden januari en februari sneeuwzeker. Om skiën ook in het naseizoen mogelijk te maken, kan 35% van de pistes kunstmatig besneeuwd worden. Hierdoor kan er tot in mei geskied worden.

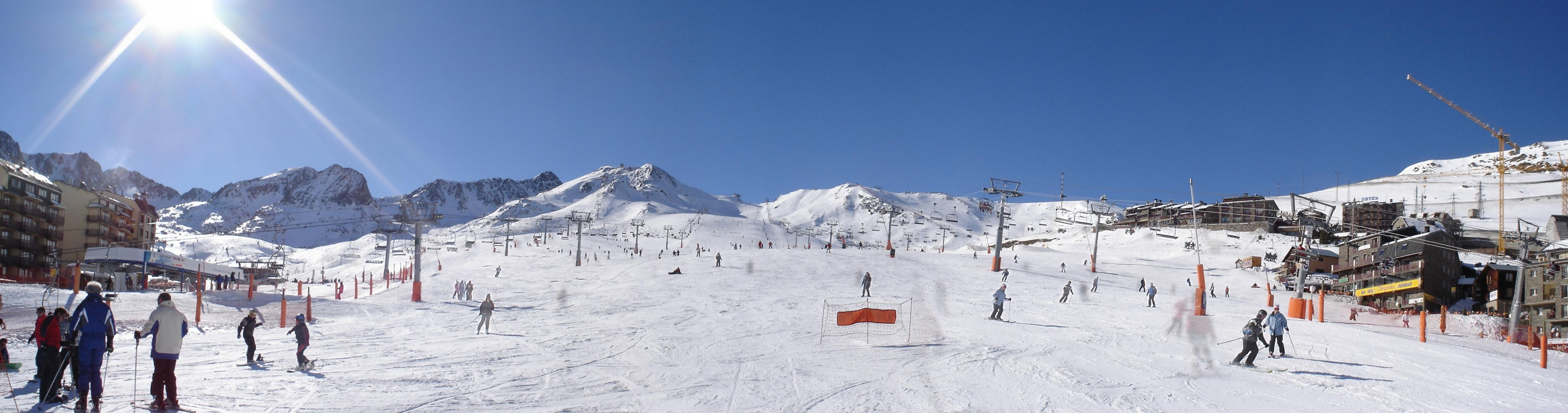
Panoramische blik over de pistes die uitkomen in het dorpje Pas de la Casa

## Gegevens
- 193 km pistes in totaal
- 18 groene pistes
- 38 blauwe pistes
- 32 rode pistes
- 22 zwarte pistes
- 3 funparks
- 2 halfpipes

- 25 sleepliften
- 30 stoeltjesliften
- 1 kabelbaan
- 3 gondelliften

- 972 sneeuwkanonnen
- Hoogteligging:  1710 m - 2.640 m